# Shenmi de Lüban
Shenmi de Lüban (xinès simplificat: 神秘的旅伴, pinyin: Shénmì de lübàn, literalment El misteriós company de viatge) és una pel·lícula xinesa dirigida per Lin Nong i Zhu Wenshun, i produïda el 1955 per l'estudi de cinema de Changchun.
Tot i ser una pel·lícula d'espies, a la trama es combinen una trama romàntica, així com la representació d'ètnies de territoris fronterers xinesos, semblant a la pel·lícula Bing shan shang de laike.